# Edward Rydz-Śmigły
Edward Rydz-Śmigły (Osztrák–Magyar Monarchia, Berezsani, 1886. március 11. – Varsó, 1941. december 2.) lengyel politikus, katona, marsall, a lengyel hadsereg főparancsnoka, Józef Piłsudski halála után az állam, a Második Lengyel Köztársaság "vezető személyisége".
Születési neve Edward Rydz, később tette mellé még a Śmigły nevet, amely egy korábban használt álneve volt. Elsősorban katonaként és politikusként tevékenykedett, de festőként és költőként is ismert. Édesanyját már tízévesen elveszítette. Józef Piłsudski halála után, mint marsall és a lengyel hadsereg főparancsnoka a lengyel állam tényleges vezetője, szinte diktátora volt. Edward Rydz-Śmigły-t nagyarányú személyi kultusz övezte 1935 és 1939 között Lengyelországban. A II. világháborúban a  Rydz-Śmigły vezette lengyel hadsereg gyors vereséget szenvedett a németektől. 1940 decemberében Magyarországra menekült, s akkor már javában tartott a háború. 1941-ben hunyt el. Feleségét halála után tíz évre, Nizzában meggyilkolták. Edward Rydz-Śmigłyt Varsóban temették el a Powązki temetőben.

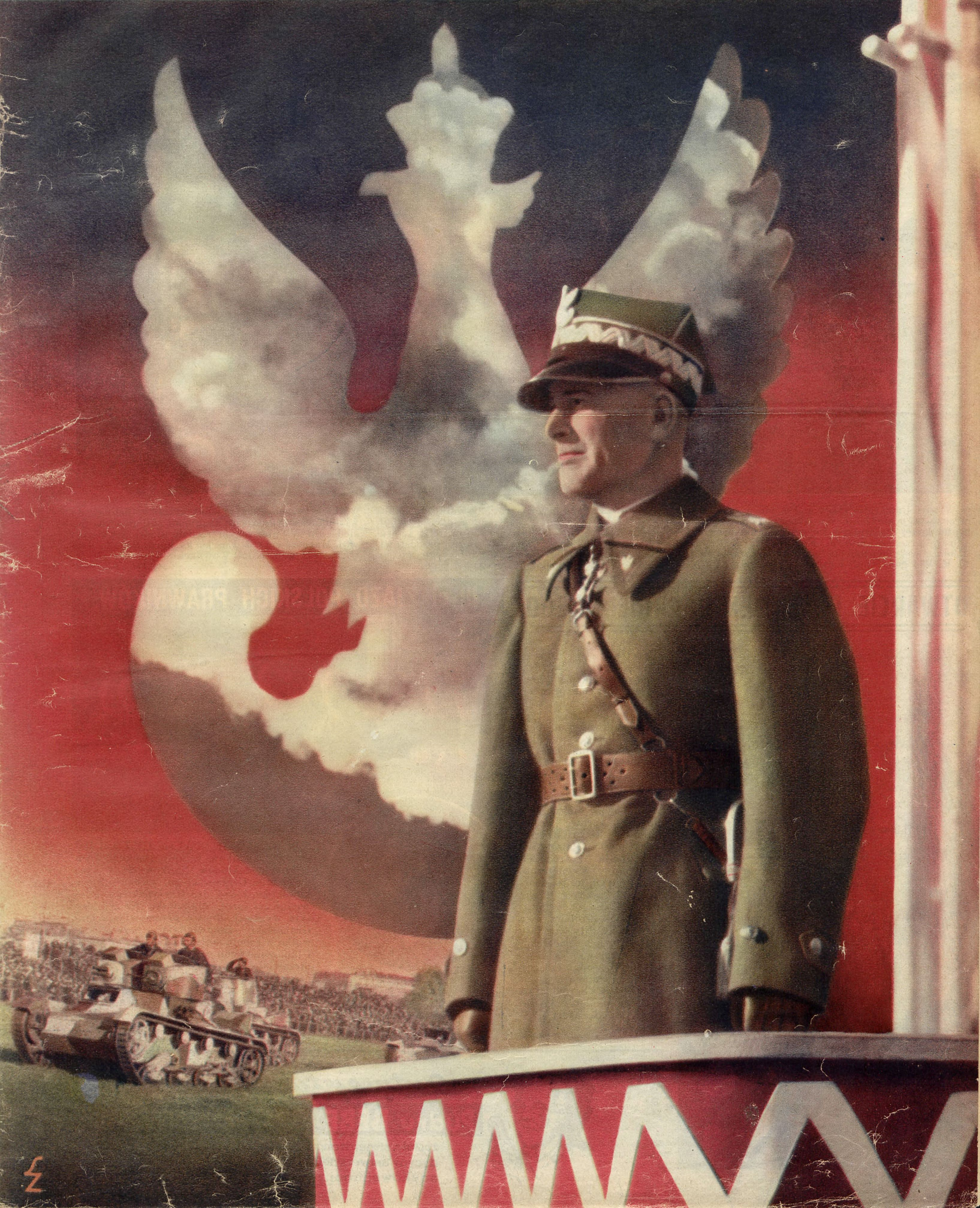
Rydz-Śmigły, mint a lengyel nemzet és a lengyel hadsereg vezetője egy 1936-os propagandaposzteren.
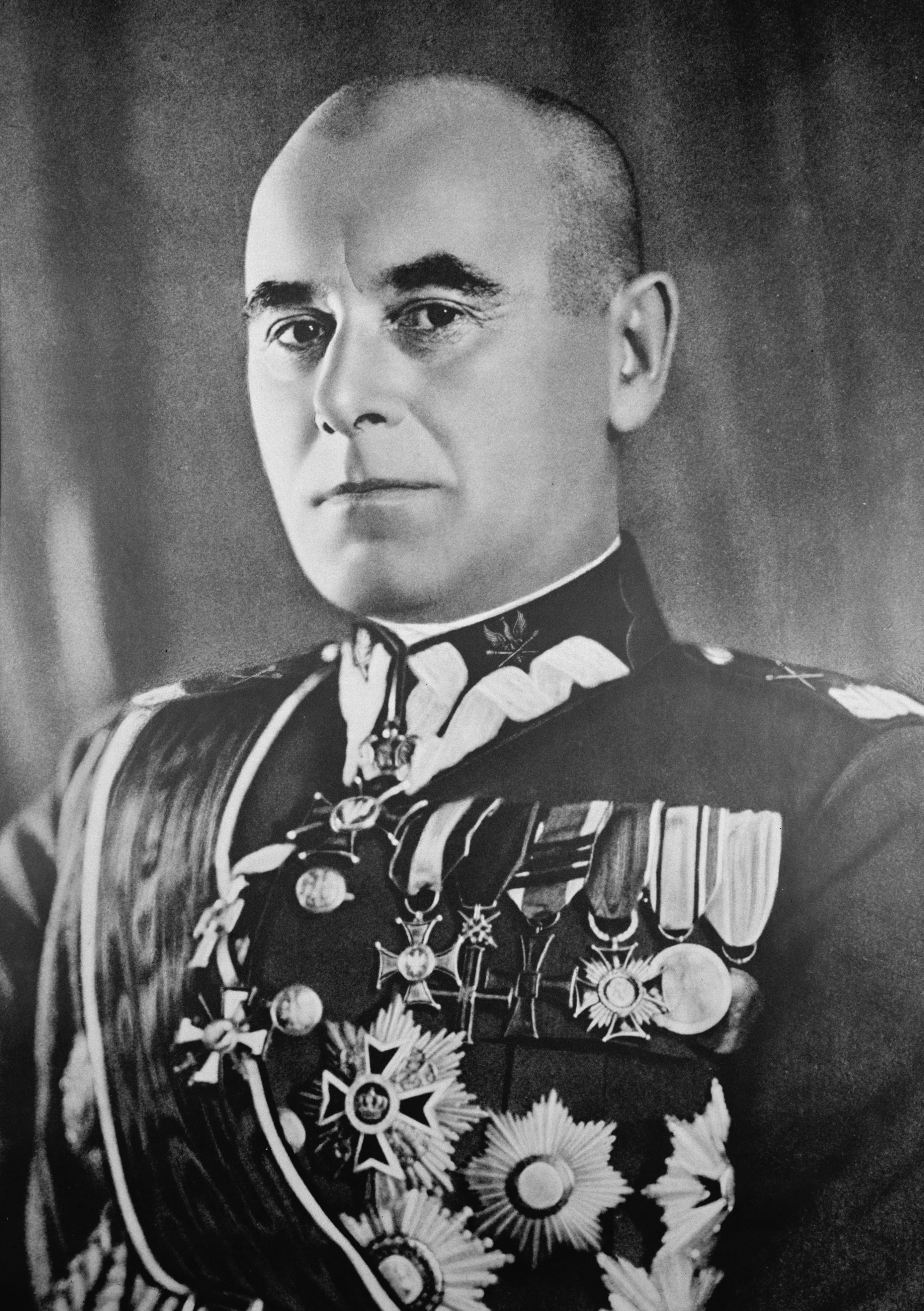
Edward Rydz-Śmigły fényképe 1937-ből.
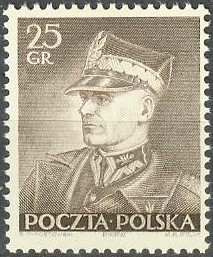
Edward Rydz-Śmigły lengyel postabélyegen, 1937-ben.
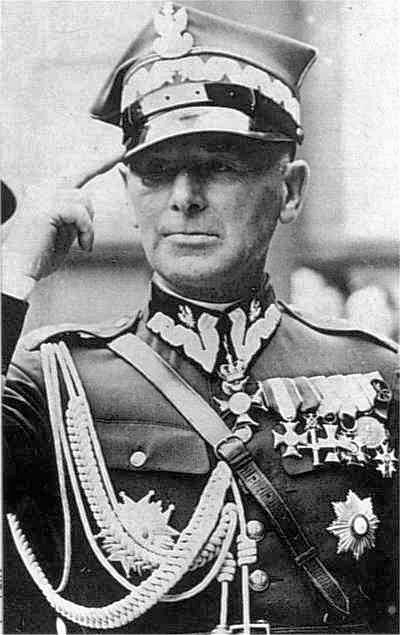
Edward Rydz-Smigly.
Lengyel marsall személyes zászlója.
Lengyel marsall rangjelzése, vállapon.